# Alina Tomaszewska-Szewczyk
Alina Tomaszewska-Szewczyk (ur. 1970, zm. 6 grudnia 2021) – polska specjalistka w zakresie konserwacji zabytków metalowych, dr hab.

## Życiorys
28 listopada 2006 uzyskała doktorat za pracę dotyczącą problematyki konserwatorskiej metalowych gotyckich płyt nagrobnych, a w 2021 uzyskała stopień doktora habilitowanego. Została zatrudniona na stanowisku adiunkta w Katedrze Konserwacji-Restauracji Architektury i Rzeźby na Wydziale Sztuk Pięknych Uniwersytetu Mikołaja Kopernika w Toruniu.
Zmarła 6 grudnia 2021.